# Civitella Paganico
Civitella Paganico és un municipi situat al territori de la província de Grosseto, a la regió de la Toscana, (Itàlia).
Limita amb els municipis de Campagnatico, Cinigiano, Montalcino, Monticiano, Murlo i Roccastrada.
Pertanyen al municipi les frazioni de Casal di Pari, Casenovole, Civitella Marittima, Dogana, Monte Antico, Paganico, Pari, i Petriolo

## Galeria

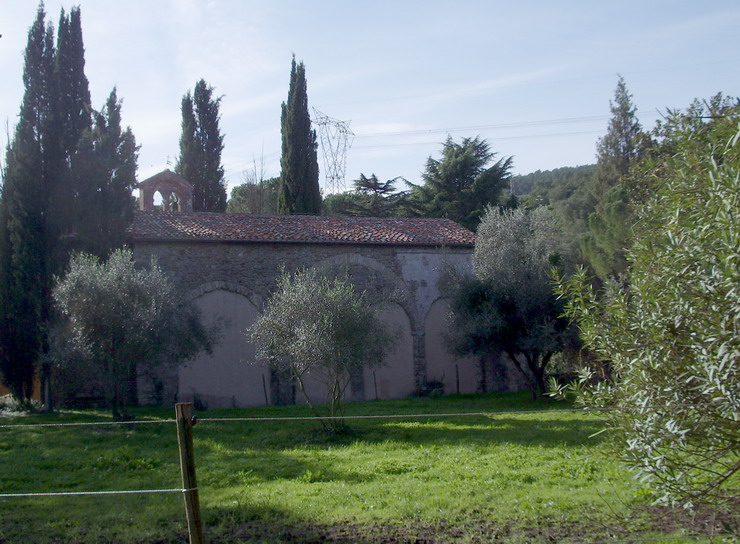
Abadia de S.Llorenç
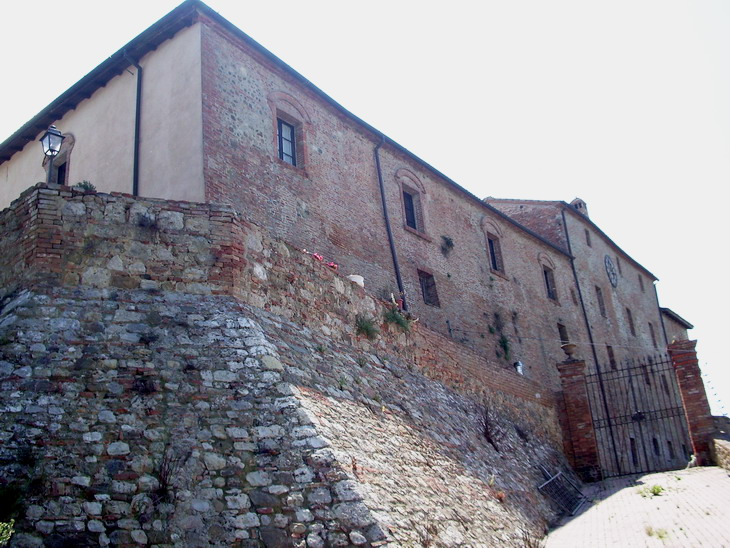
Castell de Monte Antico
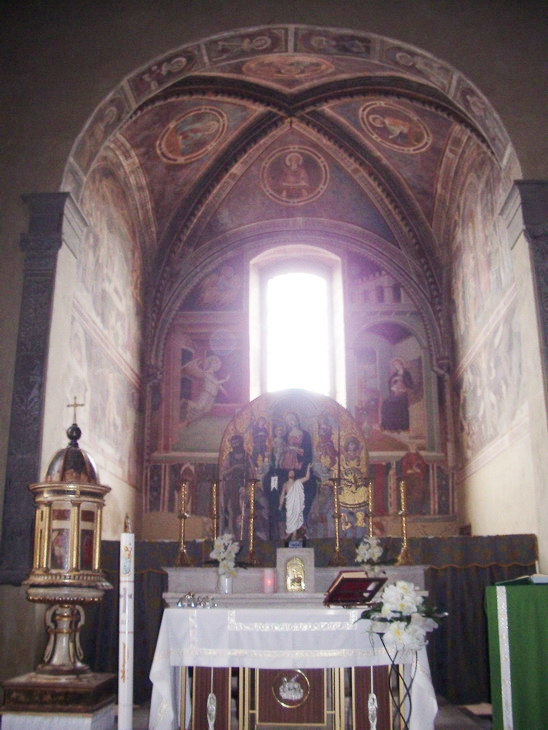
Interior de l'església de S.Miquel
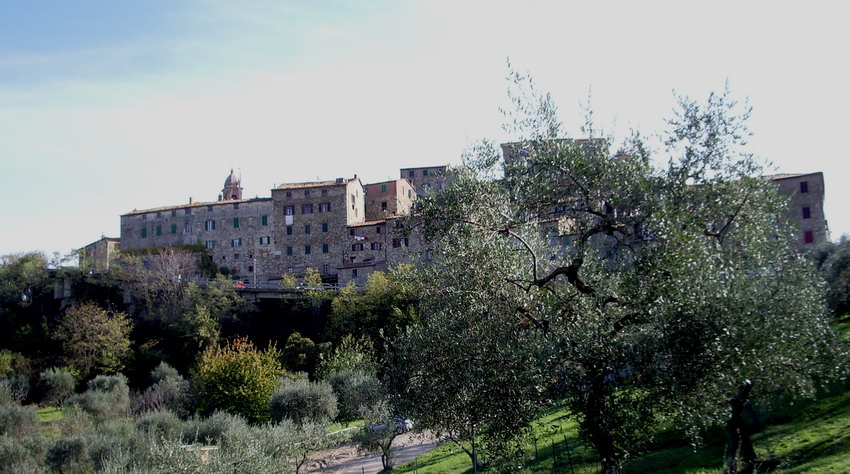
Pari
Localització de Civitella Paganico a la província de Grosseto